# نيكولا كوتكوف
نيكولا تودوروف كوتكوف (بالبلغارية: Никола Котков)‏ مواليد 9 ديسمبر 1938 في صوفيا - الوفاة 30 يونيو 1971 في صوفيا، كان لاعب كرة قدم بلغاري كان يلعب في مركز الهجوم. سبق له أن لعب في كأس العالم لكرة القدم مع منتخب بلاده في مونديال عام 1966. لعب خلال مسيرته 322 مباراة سجل خلالها 163 هدفاً.

## المسيرة الاحترافية

### أندية لعب لها
- نادي لوكوموتيف صوفيا
- ليفسكي صوفيا

## روابط خارجية
- نيكولا كوتكوف على موقع الاتحاد الدولي (مؤرشف)  (الإنجليزية)
- نيكولا كوتكوف على موقع الاتحاد الأوربي (الإنجليزية)
- نيكولا كوتكوف على موقع قاعدة بيانات كرة القدم.إي يو (الإنجليزية)
- نيكولا كوتكوف على موقع ناشيونال فوتبول تيمز (الإنجليزية)